# Vespula kingdonwardi
Vespula kingdonwardi är en getingart som beskrevs av Archer 1981. Vespula kingdonwardi ingår i släktet jordgetingar, och familjen getingar. Inga underarter finns listade i Catalogue of Life.